# Шалфей длиннотрубчатый
Шалфей длиннотрубчатый (лат. Salvia macrosiphon) — вид рода Шалфей (Salvia) семейства Яснотковые (Lamiaceae).
Данный вид распространён в Ираке, Иране, Пакистане, Афганистане, Закавказье и Турции, где он растет по краям полей. Это многолетнее растение с белым венчиком. Цветёт в мае, а плодоносит с июня.